# Municipio de Bear Creek (Iowa)
El municipio de Bear Creek (en inglés: Bear Creek Township) es un municipio ubicado en el condado de Poweshiek en el estado estadounidense de Iowa. En el año 2010 tenía una población de 1820 habitantes y una densidad poblacional de 19,39 personas por km².

## Geografía
El municipio de Bear Creek se encuentra ubicado en las coordenadas 41°44′18″N 92°28′35″O / 41.73833, -92.47639. Según la Oficina del Censo de los Estados Unidos, el municipio tiene una superficie total de 93.86 km², de la cual 93,79 km² corresponden a tierra firme y (0,07 %) 0,07 km² es agua.

## Demografía
Según el censo de 2010, había 1820 personas residiendo en el municipio de Bear Creek. La densidad de población era de 19,39 hab./km². De los 1820 habitantes, el municipio de Bear Creek estaba compuesto por el 95,99 % blancos, el 0,6 % eran afroamericanos, el 0,22 % eran asiáticos, el 2,31 % eran de otras razas y el 0,88 % eran de una mezcla de razas. Del total de la población el 4,29 % eran hispanos o latinos de cualquier raza.